# Toyota Kata
Toyota Kata er en ledelse bog af Mike Rother. Bogen forklarer Forbedrings Kata og Coaching Kata, som er et middel til at lave løbende forbedringer som de er observeret hos Toyota Production System trænbar.

## Overblik
Toyota Kata definerer ledelse som, “den systematiske opnåelse af ønskede betingelser ved at udnytte menneskelige evner på en koordineret måde.” Rother foreslår, at det ikke er løsningerne selv, der giver vedvarende konkurrencefordel og langsigtet overlevelse, men i hvilken grad en organisation har mestret en effektiv rutine til at udvikle passende løsninger igen og igen langs uforudsigelige veje. Dette kræver træning i færdighederne bag løsningen, det at kunne genskabe den gode læreringsproces.
I denne ledelsesstrategi er det primære job af ledere at udvikle mennesker, således at de ønskede resultater kan opnås. De gør dette ved at have organisationens medarbejder (inklusiv ledere og leders leder) med bevidsthed øver denne rutine/kata, der udvikler og kanaliserer deres kreative evner. Kata er mønstre, der praktiseres, så de bliver naturlige at udføre, og var oprindeligt bevægelsessekvenser i kampsport.

## Forbedrings Kata
Forbedrings kata er en rutine for at flytte fra den aktuelle situation til en ny situation på en kreativ og meningsfuld måde. Det er baseret på en firetrins model:
1. I forhold til en vision eller retning...
2. Tag fat i den nuværende situation.
3. Definer den næste målbeskrivelse/delmål.
4. Flyt i retning af denne målbeskrivelse/delmål, som afdækker forhindringer der skal arbejdes på.

I modsætning til andre fremgangsmåder, der forsøger at forudsige vejen til målet og fokusere på implementering, bygger Forbedrings Kata på opdagelsen, der finder sted undervejs.
Toyota Kata mener, at forbedrings-kata-mønsteret for tænkning og adfærd er universelt; Anvendes ikke kun i erhvervslivet, men i uddannelse, politik, dagligliv mv. Bogens underliggende budskab er, at når folk praktiserer og lærer en kata for at fortsætte gennem uklart territorium, behøver de ikke at frygte forhindringer, forandringer og det ukendte de støder på. I stedet for at forsøge at holde fast i en sikkerhedssikkerhed baseret på et perspektiv, kan folk udvikle selvtillid fra en kata - ved at arbejde gennem usikkerhed.

## Coaching Kata
Coaching kata er en rutine, der bruges til at undervise i forbedringen kata og kræver forudgående erfaring med at øve forbedringen kata.

## Externe links
- Dave Moran, Book review Arkiveret 14. juni 2016 hos  Wayback Machine, Software Results, 23 September 2011
- Dirk Dusharme, A Kata for Developing Solutions – interview with Mike Rother, QualityDigest.com, 10 June 2010
- Toyota Kata konference i Danmark Deltag på den danske TWI og Toyota Kata Konference Arkiveret 22. oktober 2020 hos  Wayback Machine
- Hvad er Toyota Kata og linket til TWI (Training Within Industry) artikel om KATA, LEAN og TWI af Lars Jensen 2017 Arkiveret 28. september 2018 hos  Wayback Machine